# Hariprasad Chaurasia
Hariprasad Chaurasia (ur. 1 lipca 1938) – indyjski muzyk, grający na bambusowym flecie bansuri.

## Życiorys
Hariprasad Chaurasia urodził się 1 lipca 1938 roku w Allahabadzie. Jego ojciec był zapaśnikiem i początkowo planował dla syna tę samą karierę. W obawie przed reakcją ojca Chaurasia uczył się początkowo muzyki w tajemnicy przed nim. W wieku 15 lat rozpoczął naukę śpiewu, ale wkrótce później zmienił zainteresowania i rozpoczął naukę gry na bansuri.
W wieku 19 lat rozpoczął pracę w radiu, a pięć lat później został przeniesiony do centrali Radia Indyjskiego w Bombaju. Hariprasad Chaurasia jest autorem kilku innowacji w sztuce gry na bansuri. W indyjskim przemyśle filmowym pracował jak dyrektor muzyczny przy produkcji kilku filmów.

## Życie prywatne
Żonaty ze śpiewaczką Anuradhą, ma z nią syna, Rajiva.

## Odznaczenia
- Sangeet Natak Academy Award (1984)[1][3]
- Order Padma Bhushan (1992)[1][3]
- Order Padma Vibhushan (2000)[1]
- Hafiz Ali Khan Award (2000)[3]